# Državna cesta D316
D316 je državna cesta u Hrvatskoj. Ukupna duljina iznosi 2,4 km.